# Шарагол
Шараго́л (бур. Шара гол — жёлтая долина) — село в Кяхтинском районе Бурятии. Административный центр сельского поселения «Шарагольское».

## География
Расположено на юго-востоке района в 110 км от Кяхты на правом берегу Чикоя, в 2 км от государственной границы с Монголией, проходящей по левой протоке реки.

## История
Шарагол основан после подписания Буринского договора в конце 1720-х годов как казачий караул на границе с империей Цин. Со второй половины XIX века — центр Шарагольской станицы Забайкальского казачьего войска. В 1866 году основана приходская двухклассная школа с пятью отделениями.

## Население
| 2002 | 2010 |
| ---- | ---- |
| 556  | ↘472 |

## Инфраструктура
Администрация сельского поселения, средняя общеобразовательная школа, детский сад, Дом культуры, фельдшерско-акушерский пункт.

## Люди, связанные с селом
- Бадмажапов, Цокто Гармаевич (1879—1937) — переводчик, участник экспедиции П. К. Козлова в Тибет, монгольский партийный и хозяйственный деятель; репрессирован в СССР; уроженец Шарагольской станицы.
- Цыремпил Ранжуров (1884—1918) — большевик, первый бурятский революционер, один из организаторов установления Советской власти в Бурятии; учился в Шарагольской станичной школе.
- Дамба-Даржа Заяев (1711—1776 г.г.) -первый Пандидо Хамбо-лама буддистской Сангхи России (1764—1776 г.г.), основатель первого дацана в России и Бурятии «Балдан-Брэйбунглинг», уроженец местности Отсон-Хаан близ с. Шарагол

## Объекты культурного наследия
- Памятник Ц. Ранжурову. 1970 год.
- Памятник воинам-землякам, погибшим в Великой Отечественной войне. 1970 год.
- Шарагол. Могильник Дэдэ-Хара-Тологой. II—I тысячелетие до н. э. — в 400 м на северо-северо-восток (ССВ) от села на возвышенной платформе у подножия округлой горы.
- Ступа и дуган в местности Отсон-Хаан